# Стаднюк Людмила Володимирівна
Людмила Володимирівна Стаднюк (нар. 18 січня 1959, село Дивин, тепер Брусилівського району Житомирської області) — українська радянська діячка, новатор виробництва, в'язальниця Київського виробничого трикотажного об'єднання імені Рози Люксембург. Депутат Верховної Ради УРСР 10-го скликання.

## Біографія
Народилася в селянській родині. Освіта середня: закінчила Київське професійно-технічне училище та школу робітничої молоді. Член ВЛКСМ.
З 1976 року — в'язальниця Київського виробничого трикотажного об'єднання імені Рози Люксембург.
Потім — на пенсії.